# 白點皂鱸
白點皂鱸（学名：Rypticus maculatus）為輻鰭魚綱鱸形目鱸亞目鮨科的其中一種，分布於西大西洋區，從美國北卡羅萊納州至墨西哥灣東部海域，體長可達20公分，為底棲性魚類，屬肉食性，生活習性不明。
其种加词“maculatus”意为“有斑点的”。

## 擴展閱讀
- 白點皂鱸的图片 （页面存档备份，存于）